# Magyar női labdarúgó-bajnokság (első osztály)
A magyar női labdarúgó-bajnokság élvonalbeli versenyét 1984 óta rendezik meg. Hagyományos neve: NB I (nemzeti bajnokság). Alapítása óta a Magyar Labdarúgó-szövetség (MLSZ) szervezi.

## Története
Az első nem hivatalos, társadalmi keretek között létrehozott női labdarúgó-bajnokságot a FŐSPED Szállítók támogatásával indították el. A nyitómérkőzést 1971. április 17-én játszották a budatétényi Mechanika-pályán a FŐSPED és a Mekalor együttesei. A találkozó és a magyar női foci első találatát Vígh Mária szerezte a mérkőzés 12. percében.
1972-től a kiírásokat a BLSZ szervezte és a javarészt budapesti csapatokkal teletűzdelt bajnokságok, igaz alacsony létszám mellett, de komoly változásokon mentek keresztül. A Magyar Labdarúgó-szövetség 1983 nyarán vette át a női foci irányítását és szervezte meg az első hivatalos megmérettetést.

## Eddigi bajnoki dobogósok
Az alábbi táblázatban olvashatók az élvonalbeli magyar női labdarúgó-bajnokságok dobogós csapatai, gólkirályai. A csapatokat az adott időszakban használt nevükkel jelöltük. A félkövéren írt csapatok az adott évben megnyerték a bajnokságot és a nemzeti kupát is, dőlten a kupagyőzteseket írtuk.
| Nemzeti Bajnokság |                                                                             |                                                                             |                                                                             |                                             |
| 1983–1984         | Renova Spartacus                                                            | Femina                                                                      | László Kórház SC                                                            |                                             |
| 1985–1986         | László Kórház SC                                                            | Renova Spartacus                                                            | Femina                                                                      | Kern Edit (Renova Spartacus, ? gól)         |
| 1984–1985         | László Kórház SC                                                            | Renova Spartacus                                                            | Femina                                                                      | Kern Edit (Renova Spartacus, ? gól)         |
| 1985–1986         | László Kórház SC                                                            | Renova Spartacus                                                            | Femina                                                                      | Kern Edit (Renova Spartacus, ? gól)         |
| 1986–1987         | László Kórház SC                                                            | Renova Spartacus                                                            | Femina                                                                      | Kern Edit (Renova Spartacus, ? gól)         |
| 1987–1988         | Femina                                                                      | Renova Spartacus                                                            | László Kórház SC                                                            | Kern Edit (Renova Spartacus, ? gól)         |
| 1988–1989         | László Kórház SC                                                            | Femina                                                                      | Renova Spartacus                                                            | ?                                           |
| 1989–1990         | Renova Spartacus                                                            | Femina                                                                      | László Kórház SC                                                            | ?                                           |
| 1990–1991         | Femina                                                                      | Renova Spartacus                                                            | László Kórház SC                                                            | Vrábel Ibolya (Femina, 36 gól)              |
| 1991–1992         | Renova Spartacus                                                            | László Kórház SC                                                            | Femina                                                                      | Bökk Katalin (Femina, 24 gól)               |
| 1992–1993         | Renova Spartacus                                                            | László Kórház SC                                                            | Femina                                                                      | Szarka Éva (László Kórház SC, 27 gól)       |
| 1993–1994         | László Kórház SC                                                            | Renova Spartacus                                                            | Femina FC                                                                   | Fülöp Beáta (Renova Spartacus, 44 gól)      |
| 1994–1995         | László Kórház SC                                                            | Femina FC                                                                   | Pécsi Fortuna                                                               | Szabó Ilona (FC Eger-Lendület, 26 gól)      |
| 1995–1996         | Femina                                                                      | Renova Spartacus                                                            | László Kórház SC                                                            | Ruff Szilvia (László Kórház SC, 27 gól)     |
| 1996–1997         | Femina                                                                      | Renova                                                                      | Pécsi Fortuna                                                               | Nagy Anett (Femina FC, 25 gól)              |
| 1997–1998         | László Kórház SC                                                            | Renova                                                                      | Femina                                                                      | Ruff Szilvia (Renova, 30 gól)               |
| 1998–1999         | László Kórház SC                                                            | Femina                                                                      | Íris                                                                        | Pádár Anita (László Kórház, 21 gól)         |
| 1999–2000         | László Kórház SC                                                            | Femina                                                                      | Renova                                                                      | Pádár Anita (László Kórház, 22 gól)         |
| 2000–2001         | Femina                                                                      | Renova                                                                      | Viktória FC                                                                 | Pádár Anita (Renova, 23 gól)                |
| 2001–2002         | Femina                                                                      | Renova FC                                                                   | Viktória FC                                                                 | Pádár Anita (Femina, 24 gól)                |
| 2002–2003         | Femina                                                                      | László Kórház SC                                                            | Viktória FC                                                                 | Pádár Anita (Femina, 22 gól)                |
| 2003–2004         | Viktória FC                                                                 | MTK Hungária FC                                                             | László Kórház SC                                                            | Pádár Anita (Femina, 31 gól)                |
| 2004–2005         | MTK Hungária FC                                                             | Viktória FC                                                                 | Femina                                                                      | Pádár Anita (Femina, 27 gól)                |
| 2005–2006         | Femina                                                                      | MTK Hungária FC                                                             | Viktória FC                                                                 | Pádár Anita (Femina, 34 gól)                |
| 2006–2007         | Femina                                                                      | Viktória FC                                                                 | MTK Hungária FC                                                             | Pádár Anita (Femina, 29 gól)                |
| 2007–2008         | Femina                                                                      | Viktória FC                                                                 | MTK Hungária FC                                                             | Pádár Anita (Femina, 52 gól)                |
| 2008–2009         | Viktória FC                                                                 | MTK Hungária FC                                                             | Ferencvárosi TC                                                             | Pádár Anita (Femina, 44 gól)                |
| 2009–2010         | MTK Hungária FC                                                             | Viktória FC                                                                 | Győri Dózsa SE                                                              | Pádár Anita (Femina, 38 gól)                |
| 2010–2011         | MTK Hungária FC                                                             | Viktória FC                                                                 | Taksony SE                                                                  | Pádár Anita (Femina, 35 gól)                |
| 2011–2012         | MTK Hungária FC                                                             | Viktória FC                                                                 | Astra HFC                                                                   | Pádár Anita (Femina / MTK, 57 gól)          |
| 2012–2013         | MTK Hungária FC                                                             | Astra HFC                                                                   | Viktória FC                                                                 | Pádár Anita (MTK, 55 gól)                   |
| 2013–2014         | MTK Hungária FC                                                             | Astra HFC                                                                   | Ferencvárosi TC                                                             | Pádár Anita (MTK, 28 gól)                   |
| 2014–2015         | Ferencvárosi TC                                                             | MTK Hungária FC                                                             | Dorogi Diófa SE                                                             | Pádár Anita (MTK, 24 gól)                   |
| 2015–2016         | Ferencvárosi TC                                                             | MTK Hungária FC                                                             | Viktória FC-Szombathely                                                     | Slađana Bulatović (Ferencvárosi TC, 30 gól) |
| 2016–2017         | MTK Hungária FC                                                             | Ferencvárosi TC                                                             | Viktória FC-Szombathely                                                     | Ebere Orji (Ferencvárosi TC, 24 gól)        |
| 2017–2018         | MTK Hungária FC                                                             | Ferencvárosi TC                                                             | Diósgyőri VTK                                                               | Sipos Lilla (Győri ETO FC, 19 gól)          |
| 2018–2019         | Ferencvárosi TC                                                             | MTK Hungária FC                                                             | Diósgyőri VTK                                                               | Biljana Bradić (Diósgyőri VTK, 25 gól)      |
| 2019–2020         | A koronavírus-járvány miatt a bajnokság félbeszakadt, bajnokot nem avattak. | A koronavírus-járvány miatt a bajnokság félbeszakadt, bajnokot nem avattak. | A koronavírus-járvány miatt a bajnokság félbeszakadt, bajnokot nem avattak. | Vágó Fanny (Ferencvárosi TC, 17 gól)        |
| 2020–2021         | Ferencvárosi TC                                                             | MTK Hungária FC                                                             | Astra HFC                                                                   | Vágó Fanny (Ferencvárosi TC, 26 gól)        |
| 2021–2022         | Ferencvárosi TC                                                             | ETO FC Győr                                                                 | MTK Budapest                                                                | Vágó Fanny (Ferencvárosi TC, 17 gól)        |
| 2022–2023         | Ferencvárosi TC                                                             | ETO FC Győr                                                                 | MTK Budapest                                                                | Vágó Fanny (Ferencvárosi TC, 28 gól)        |
| 2023–2024         | Ferencvárosi TC                                                             | ETO FC Győr                                                                 | MTK Budapest                                                                | Vachter Fanni (ETO FC Győr, 29 gól)         |
| 2024–2025         | Ferencvárosi TC                                                             | ETO FC Győr                                                                 | Puskás Akadémia                                                             | Vágó Fanny (MTK Budapest, 18 gól)           |

### Bajnoki címek klubok szerint
| Csapat           | Bajnoki címek | Szezonok                                                                                 |
| ---------------- | ------------- | ---------------------------------------------------------------------------------------- |
| 1. FC Femina     | 10            | 1987–88, 1990–91, 1995–96, 1996–97, 2000–01, 2001–02, 2002–03, 2005–06, 2006–07, 2007–08 |
| László Kórház SC | 9             | 1984–85, 1985–86, 1986–87, 1988–89, 1993–94, 1994–95, 1997–98, 1998–99, 1999–00          |
| Ferencvárosi TC  | 8             | 2014–15, 2015–16, 2018–19, 2020–21, 2021–22, 2022–23, 2023–24, 2024–25                   |
| MTK Hungária FC  | 8             | 2004–05, 2009–10, 2010–11, 2011–12, 2012–13, 2013–14, 2016–17, 2017–18                   |
| Renova FC        | 4             | 1983–84, 1989–90, 1991–92, 1992–93                                                       |
| Viktória FC      | 2             | 2003–04, 2008–09                                                                         |